# Les Révoltés de Lomanach
Pour plus de détails, voir Fiche technique et Distribution.
Les Révoltés de Lomanach est un film franco-italien réalisé par Richard Pottier, sorti en 1954.

## Synopsis
En 1799, la guerre de Vendée, avec les luttes sanguinaires entre les royalistes et Bleus, est le cadre dramatique de cette histoire d'amour entre Monique et Barnaud. Elle devait le tuer mais l'amour l'en empêchera. Ils seront finalement abattus par des fanatiques. Leur exemple servira peut-être à arrêter cette guerre fratricide.

## Fiche technique
- Titre : Les Révoltés de Lomanach
- Réalisation : Richard Pottier assisté de Maurice Delbez et Claude Sautet
- Scénario : Léo Joannon
- Dialogues : Jacques Sigurd
- Photographie : Jean Lehérissey
- Montage : Jean Feyte
- Musique : Georges Van Parys
- Son : Raymond Gauguier
- Décors : Serge Pimenoff
- Costumes : Rosine Delamare
- Sociétés de production : Cinéphonic et Société Nouvelle des Établissements Gaumont
- Pays d'origine :  France |  Italie
- Langue : français
- Format : Couleur (eastmancolor) - 1,37:1 - 35 mm - Son mono
- Genre : Film dramatique, Film d'aventure, Film de guerre
- Durée : 88 min
- Dates de sortie :
  - France : 7 avril 1954

## Distribution
- Dany Robin : Monique de Lomanach
- Amedeo Nazzari : Jacques Barnaud
- Jacques Castelot : M. de Rocheville
- Jean Danet : De Varadec
- Jean Debucourt : le marquis de Lomanach
- Michel Vitold : Rabuc
- Carla Del Poggio : Henriette de Lomanach
- Michel François : Jean de Latour
- Jean Paqui : M. de Kervalet
- Robert Pizani : Philippe
- Roger Rudel : Fouché
- Paul Azaïs : un garde
- Robert Dalban : un soldat
- Christiane Bally et Françoise Honorat : les filles
- Luc Andrieux : le soldat qui veut dormir
- Geneviève Gerald : Maria
- Gisèle Grandprè : une solliciteuse
- Marcelle Hainia : une douairière
- Tony Jacquot : l'abbé
- Robert Le Béal : Martilier
- Geneviève Morel : Yvonne
- Albert Michel : le soldat qui se rase
- Madeleine Lambert : la comtesse
- Charles Vissières : le marquis
- Guy Favières : un chouan
- Max Amyl
- Linda Sini
- Suzanne Grey
- Pierre Leproux
- René Pascal
- André Var